# Ulster Open 2023
Die Ulster Open 2023 im Badminton fanden vom 7. bis zum 8. Januar 2023 in Lisburn statt.

## Sieger und Platzierte
| Disziplin    | Gold                         | Silber                        | Bronze                       |
| ------------ | ---------------------------- | ----------------------------- | ---------------------------- |
| Herreneinzel | Matthew Cheung               | Dylan Noble                   | Rory Comer                   |
| Herreneinzel | Matthew Cheung               | Dylan Noble                   | Louie Lyons                  |
| Dameneinzel  | Sophia Noble                 | Lucy Fox                      | Laura Bell                   |
| Dameneinzel  | Sophia Noble                 | Lucy Fox                      | Paige Woods                  |
| Herrendoppel | Declan Bennett Callum Thomas | Brian O’Mahony Daniel O’Meara | Matthew Cheung Curtis Presho |
| Herrendoppel | Declan Bennett Callum Thomas | Brian O’Mahony Daniel O’Meara | Jack Macbeth Ryan Macbeth    |
| Damendoppel  | Lucy Fox Dijia Ma            | Chloe Woods Paige Woods       | Ashleigh Coyne Bethany Wong  |
| Damendoppel  | Lucy Fox Dijia Ma            | Chloe Woods Paige Woods       | Lauren Au Fiona Farrell      |
| Mixed        | Declan Bennett Lauren Au     | Nguyen Quang Long Dijia Ma    | Brian O’Mahony Bethany Wong  |
| Mixed        | Declan Bennett Lauren Au     | Nguyen Quang Long Dijia Ma    | Daniel O’Meara Lucy Fox      |